# Качулат франколин
Качулатият франколин (Rollulus rouloul) е вид птица от семейство Фазанови (Phasianidae), единствен представител на род Rollulus. Видът е почти застрашен от изчезване.

## Разпространение и местообитание
Разпространен е в Бруней, Индонезия, Малайзия, Мианмар и Тайланд.